# Rocker (албум)
Rocker је трећи студијски албум групе Краљевски апартман. Први пут током рада групе је доведен клавијатуриста уместо ритам гитере. Група се представила као више хеви али је у исто време задржала мелодичност у својим песмама кроз хеви рифове и рок баладе. Снимљено је 11 песама и још једна бонус песма која је рађена за филм Лавиринт. На албуму су се издвојиле песме "Дама из краљевског апартмана" која је касније постала њихов заштитни знак, "Рањена звер" (за коју је снимљен и видео-спот), глам метал-оријентисана "Вино, виски и Рок ен рол" и "За љубав не треба да молиш" која је постала прави класик и једна од песама која је неизоставна на њиховим наступима. Песма "Niemansland" је написана на немачком језику, а отпевао ју је гитариста Зоран Здравковић. Ово је прва и једина песма Краљевског апартмана на неком страном језику.